# فران والش
فرانسيس روزماري «فران» والش، ليدي جاكسون (بالإنجليزية: Fran Walsh)‏، (ولدت في 10 يناير 1959)، هي كاتبة سيناريو، منتجة أفلام و شاعرة غنائية نيوزيلندية. هي زوجة صانع الأفلام بيتر جاكسون. أنجبا طفلين هما: بيلي وكاتي.
ساهمت فران والش في جميع أفلام جاكسون منذ 1989: كمشاركة في الكتابة منذ التق بالفيبلز، وكمنتجة منذ سيد الخواتم: رفقة الخاتم. فازت بثلاث جوائز أوسكار عام 2003، هي:جائزة الأوسكار لأفضل فيلم، جائزة الأوسكار لأفضل كتابة (سيناريو مقتبس)، و جائزة الأوسكار لأفضل أغنية أصلية، كلها من أجل الفيلم سيد الخواتم: عودة الملك. تلقت سبع ترشيحات للأوسكار.

## النشأة
ولدت والش في أسرة من أصل إيرلندي  في ويلينغتون، نيو زيلندا، والتحقت بجامعة ويلينغتون للإناث بهدف أن تكون مصممة أزياء، لكن في النهاية أصبحت مهتمة بالموسيقى بدل ذلك. أحيانا تأخذ وقتا للأداء في فرقة بانك، التحقت جامعة فيكتوريا (ويلينغتون) بتخصص أدب إنجليزي و تخرجت عام 1981.

## روابط خارجية
- فران والش على موقع IMDb (الإنجليزية)
- فران والش على موقع ألو سيني (الفرنسية)
- فران والش على موقع ميوزك برينز (الإنجليزية)
- فران والش على موقع أول موفي (الإنجليزية)
- فران والش على موقع بوكس أوفيس موجو (الإنجليزية)
- فران والش على موقع قاعدة بيانات الأفلام السويدية (السويدية)
- فران والش على موقع ديسكوغز (الإنجليزية)
- فران والش على موقع قاعدة بيانات الفيلم (الإنجليزية)
- فران والش على موقع كينوبويسك (الروسية)